# Louis-Nicolas Flobert
El francès Louis-Nicolas Flobert (1819–1894) va inventar el primer cartutx de percussió anular el 1845. Va ser una important innovació en les municions d'armes de foc, que anteriorment es lliuraven com a bales i pólvora per separat. El cartutx de percussió anular va combinar tots dos elements en un sol cartutx metàl·lic (generalment de llautó) que contenia una l'encebador, pólvora i bala, en un paquet resistent a la intempèrie. Abans, un "cartutx" era simplement una quantitat de pólvora mesurada prèviament juntament amb una bola (bala), en una petita bossa de tela (o cilindre de paper enrotllat) que també actuava com estopada entre la càrrega, la bala i el canó.

## Flobert de 6 mm

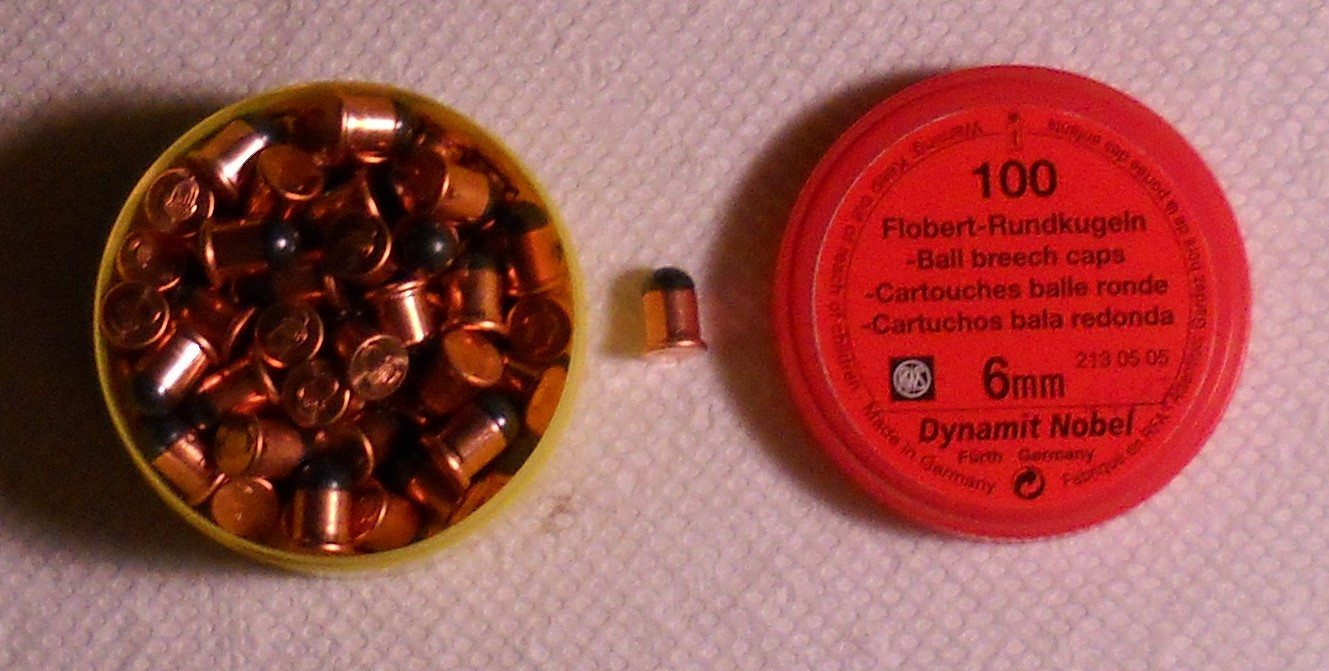
Tapa Flobert de 6 mm o .22 BB amb contenidor

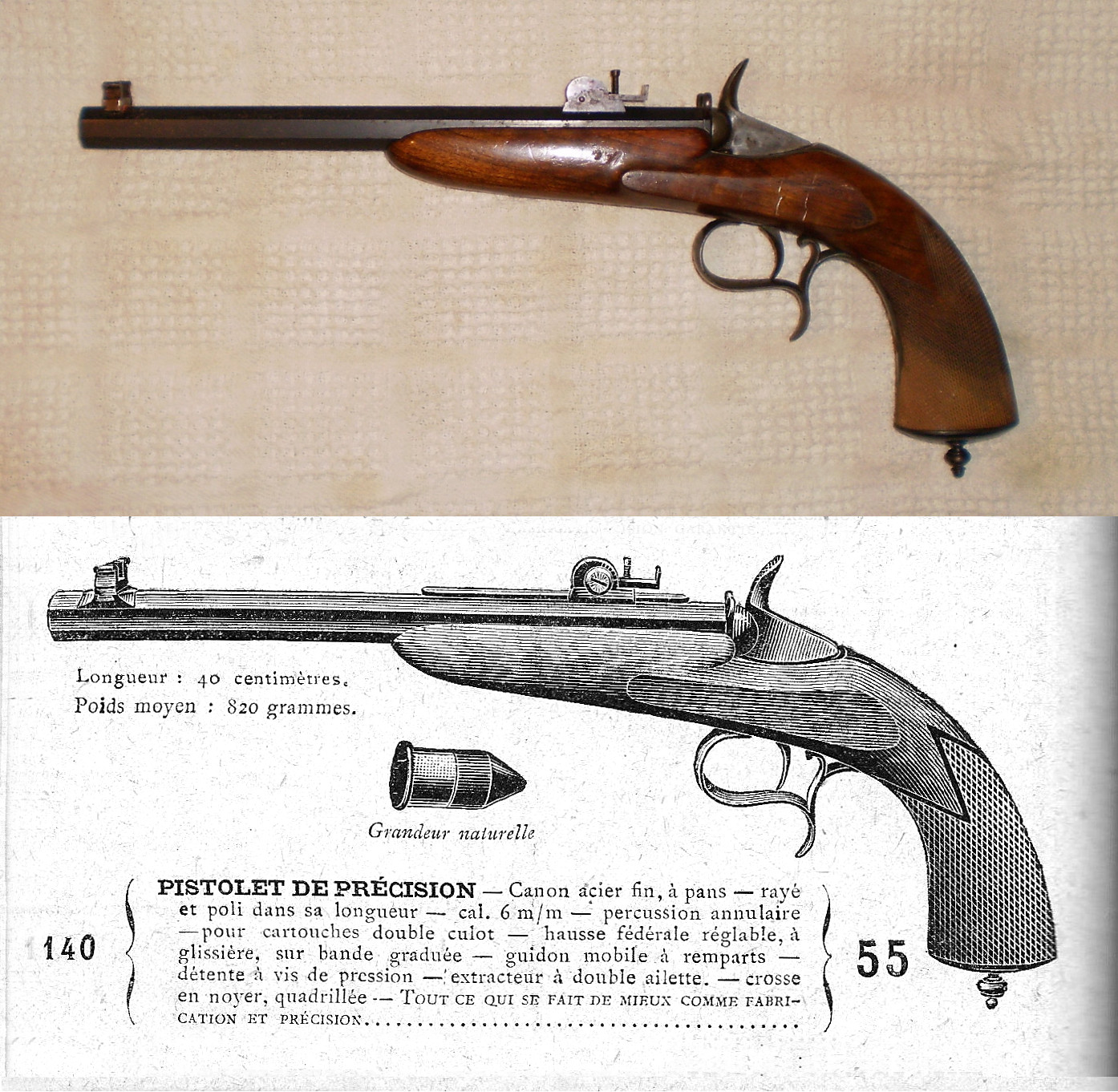
Pistola Flobert de 6 mm, juntament amb la seva descripció, al catàleg del 1912 de la Manufacture Française d'Armes et de Cycles de Saint Étienne

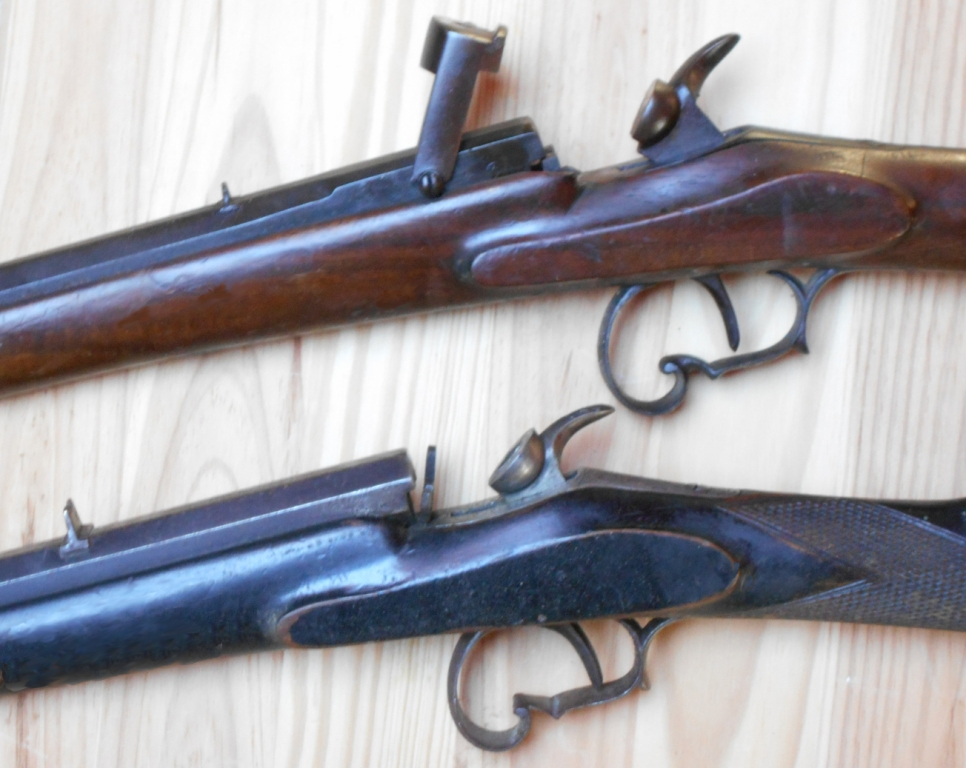
Dos rifles Flobert de 6 mm

El cartutx Flobert de 6 mm consistia en un pistó a percussió amb una bala insertada a la part superior. Els cartutxos no contenen pólvora, l’única substància propelent que conté el cartutx és la de l'encebador. A Europa, el .22 BB Cap, introduït el 1845, i el .22 CB Cap, una mica més potent, introduït el 1888, s'anomenen Flobert de 6 mm i es consideren el mateix cartutx. Els cartutxos tenen una velocitat de sortida relativament baixa d’uns 700 ft/s (213 m/s) a 800 ft/s (244 m/s) .
Flobert també va fabricar el que ell anomenava " armes de saló " per a aquest cartutx, perquè aquests rifles i pistoles van ser dissenyats per disparar a blancs en cases amb una sala de tir dedicada o una galeria de tir. pistoles Flobert Parlor de 6 mm van entrar a la moda a mitjans del segle xix; eren típicament pistoles d'un sol tret amb un canó pesat bastant gran.
La forma anterior de cartutx s'havia d’introduir per la boca del canó de l’arma i una petita càrrega de pólvora fina dins la cassoleta o un tap de percussió extern muntat sobre l'oïda encenien la pólvora del cartutx. El cartutx de llautó va obrir el camí als modernes armes de repetició, unint la bala, la pólvora i l'encebador en un conjunt que es podia introduir de manera fiable dins la culata mitjançant una acció mecànica. Aleshores, el percussor és colpejat pel martell, que al seu torn impacta contra l'encebador, que encén la pólvora interior.
L’avantatge tècnic principal del cartutx de llautó era el segellat eficaç i fiable dels gasos d’alta pressió, perquè la pressió del gas obligava a expandir els gasos cap a fora, pressionant-la fermament contra l’interior del canó. Això evitava la fuita de gas calent que podia ferir el tirador. També va simplificar molt el procés de càrrega, permetent augmentar deu vegades la velocitat de foc sobre les armes d'avantcàrrega.
Els cartutxos metàl·lics amb encebador incorporat són ara l'estàndard de les armes de foc. La càrrega de l'encebador es troba a la base del cartutx, ja sigui dins de la vora o en un petit casquet de percussió incrustat al centre de la base en el cartutx de “percussió central”. Com a regla general, els cartutxos de percussió central, que funcionen a pressions considerablement més altes, són més potents que els cartutxos de percussió anular Els cartutxos de percussió central també són més segurs, ja que un cartutx de percussió anular es pot disparar si la seva vora toca el terra amb força suficient per encendre l'encebador; això és pràcticament impossible amb un cartutx de percussió central.

## Flobert de 9 mm

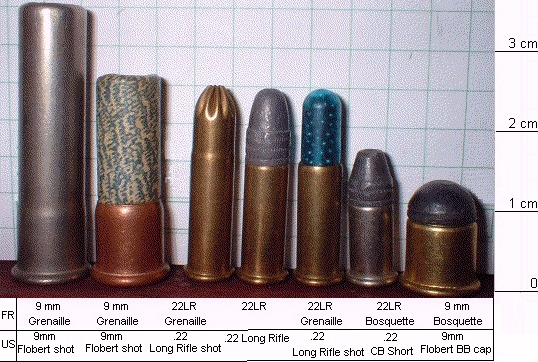
Cartutx Flobert de 9 mm, Cartutx Flobert de 9 mm, Cartutx de Rifle llarg .22, Rifle llarg de .22, Cartutx de Rifle llarg .22, curt de CB 22 i Cartutx de Flobert BB de 9 mm

A Europa, les escopetes Flobert de 9 mm d'ànima llisa són utilitzades habitualment per jardiners i agricultors per al control de plagues, i tenen molt poca o cap restricció, fins i tot en països amb estrictes lleis sobre armes. Aquestes armes de jardí són armes de curt abast que poden fer molt poc mal a distàncies superiors a 15 a 20 iardes (14 a 18 m), i són relativament silencioses quan es disparen amb cartutxos, en comparació amb les municions estàndard. Les armes són especialment efectives a l’interior de pallers i coberts, perquè el snake shot que utilitzen no ferirà el bestiar amb un rebot ni farà forats al sostre o a les parets. També s'utilitzen per al control de plagues en aeroports, magatzems i parcs de bestiar.
El cartutx Flobert de 9 mm també pot disparar una bala petita, però es carrega principalment amb una petita quantitat de perdigons. La seva potència i autonomia són molt limitades, cosa que el fa adequat només per al control de plagues. Les municions Flobert de percussió anular de 9 mm fabricades per Fiocchi utilitzen una beina de llautó, de 1.75" (44mm) l disparen una bala #8 de 1⁄4 unça (7 g), amb una velocitat de 600 ft/s (180 m/s) .